# Machu Picchu

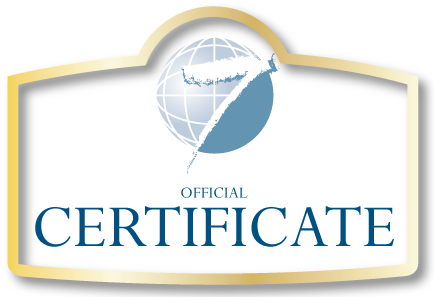
Certificato ufficiale di adesione. Nel 2007 Machu Picchu viene eletto come parte delle nuove sette meraviglie del mondo.

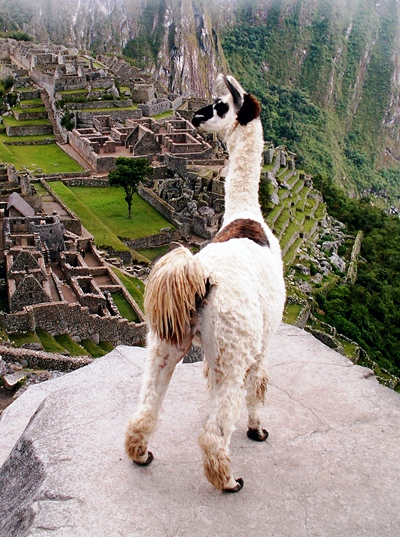
Un lama di fronte a Machu Picchu

Il Machu Picchu (AFI: [ˈmat͡ʃu ˈpit͡ʃu]), o anche Machu Pikchu ([ˈmɑt͡ʃu ˈpixt͡ʃu]; lett. "montagna vecchia") è un sito archeologico Inca situato in Perù, nella valle dell'Urubamba, a circa 2430 m s.l.m.
Vista nell'immaginario collettivo come i resti di un'antica e fascinosa città perduta, la località è universalmente conosciuta sia per le imponenti e originali rovine, sia per l'impressionante vista che si ha sulla sottostante valle dell'Urubamba, circa 400 metri più in basso. Annoverato tra i patrimoni dell'umanità dell'UNESCO, il sito è stato eletto, nel 2007, tra le sette meraviglie del mondo moderno. È il terzo sito archeologico più grande del mondo dopo gli scavi di Pompei e Ostia Antica: nel 2003 le rovine sono state visitate da più di 400 000 persone e l'UNESCO ha espresso preoccupazione per i danni ambientali che un numero così alto di turisti può arrecare al sito.
Le autorità peruviane, che ricavano notevoli vantaggi economici dal turismo, sostengono che non ci sono problemi e che l'estremo isolamento della valle dell'Urubamba limita di per sé il flusso turistico. Periodicamente viene avanzata l'idea della costruzione di una funivia per raggiungere la città dal fondovalle, ma la proposta non è mai passata.

## Storia
La gola di Picchu, situata a metà strada fra le Ande e la foresta amazzonica, fu colonizzata da popolazioni montane, non della foresta amazzonica, provenienti dalle aree di Vilcabamba e della Valle Sacra nella regione di Cusco, in cerca di espansione oltre alle loro frontiere agricole. Le prove archeologiche indicano che l'agricoltura è praticata nella regione almeno dal 760 a.C. A partire dal periodo dell'Orizzonte medio (dall'anno 900 d.C.) si registra un'esplosione demografica di gruppi non documentati storicamente ma probabilmente legati all'etnia Tampu dell'Urubamba. Questi popoli potrebbero aver fatto parte della federazione ayarmaca, rivale dei primi Inca della regione di Cusco. In questo periodo si espande considerevolmente la superficie agricola "artificiale" (terrazze). Tuttavia il sito specifico della città di Machu Picchu (la cresta rocciosa che unisce i monti Machu Picchu e Huayna Picchu) non reca traccia di edificazioni precedenti al XV secolo.
Si suppone che la città fosse stata costruita dall'imperatore inca Pachacútec intorno all'anno 1440 e sia rimasta abitata fino alla conquista spagnola del 1532. La posizione della città era un segreto militare ben custodito, in quanto i profondi dirupi che la circondano erano la sua migliore difesa naturale. Difatti, una volta abbandonata, la sua ubicazione rimase sconosciuta per ben quattro secoli, entrando nella leggenda. Scoperte archeologiche, unite a studi su documenti coloniali, mostrano che non si trattava di una normale città, quanto piuttosto di una specie di residenza estiva per l'imperatore e la nobiltà Inca. Si è calcolato che potevano risiedere a Machu Picchu non più di 750 persone alla volta e probabilmente durante la stagione delle piogge, o quando non c'erano nobili, il numero era ancora minore.

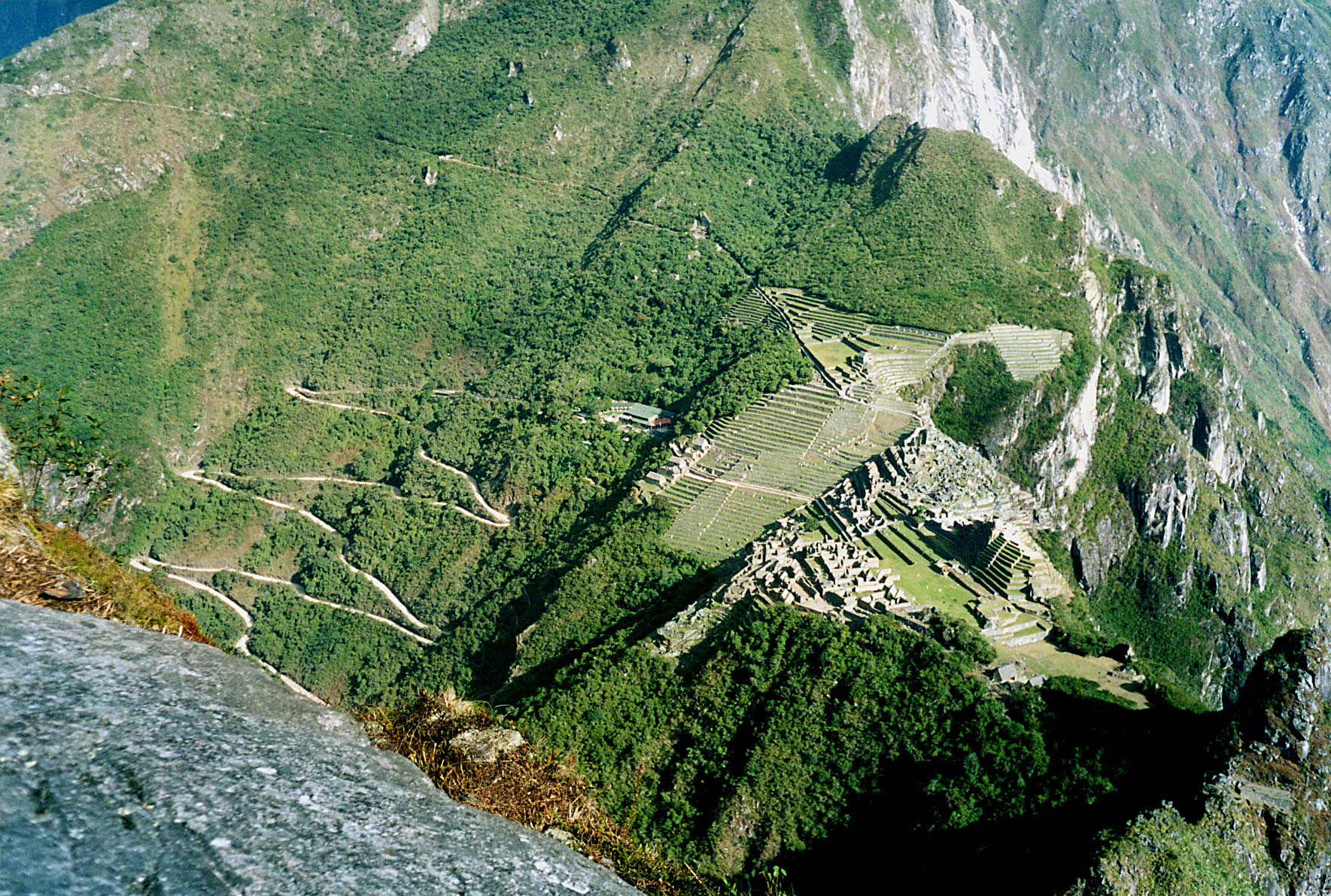
Machu Picchu vista dalla vetta dell'Huayna Picchu

La città fu riscoperta il 24 luglio 1911 da Hiram Bingham, uno storico di Yale, che stava esplorando le vecchie strade inca della zona alla ricerca dell'ultima capitale Inca: Vilcabamba. Bingham compì parecchi altri viaggi ed eseguì scavi fino al 1915. Solo più tardi si rese conto dell'importanza della sua scoperta e si convinse che Machu Picchu era quella che lui chiamava Vilcabamba. Di ritorno dalle sue ricerche, scrisse parecchi articoli e libri su Machu Picchu; il più conosciuto fu La città perduta degli Inca. Paradossalmente Vilcabamba non era Machu Picchu: l'ultima capitale corrispondeva a Espíritu Pampa, nascosta nella giungla a poche centinaia di metri da dove era arrivato Bingham.
Nel 2008 una serie di documenti rinvenuti negli archivi statunitensi e peruviani da alcuni studiosi internazionali, tra cui lo storico statunitense Paolo Greer, rivelarono che Machu Picchu fu scoperta nella seconda metà dell'Ottocento dal tedesco Augusto Berns, che vi costituì una società per sfruttarne le ricchezze. Avvenne nel 1867, 44 anni prima che Bingham la rivelasse al mondo occidentale. L'obiettivo di Greer e dei suoi colleghi era il ritrovamento dei tesori perduti, molti dei quali potrebbero essere finiti in collezioni private.

### Epoca inca (1438-1534)

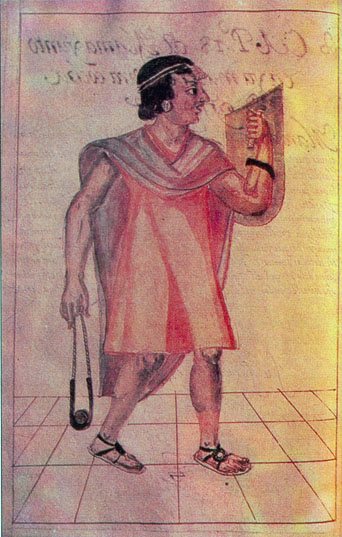
Pachacútec, come appare raffigurato nella cronaca di Martín de Murúa (1615)

Verso il 1440 la gola di Picchu fu conquistata da Pachacútec, primo imperatore Inca (1438-1470), durante la sua campagna di Vilcabamba.
Si ritiene che Machu Picchu avesse, come la maggior parte delle llactas incaiche, una popolazione mobile, che oscillava fra i 300 e i 1 000 abitanti membri di un'élite (probabilmente la panaca di Pachacútec) e acllas. È stato dimostrato che la manodopera agricola era composta di coloni mitimaes o mitmas (mitmaqkuna) provenienti da diverse parti dell'impero.
Alla morte di Pachacútec, conformemente alle usanze reali incaiche, Machu Picchu e il resto delle sue proprietà personali furono trasferite all'amministrazione della sua panaca, che doveva destinare le entrate prodotte al culto della mummia del defunto re. Si presume che questa situazione si sia mantenuta durante i governi di Túpac Yupanqui (1470-1493) e di Huayna Cápac (1493-1529).
Machu Picchu dovette perdere in parte la sua importanza trovandosi a competere in prestigio con le proprietà personali dei successori. Di fatto, l'apertura di una via più ampia e sicura fra Ollantaytambo e Vilcabamba (quella della valle di Amaybamba) disimpegnò la strada della gola di Picchu.

### Epoca di transizione (1534-1572)

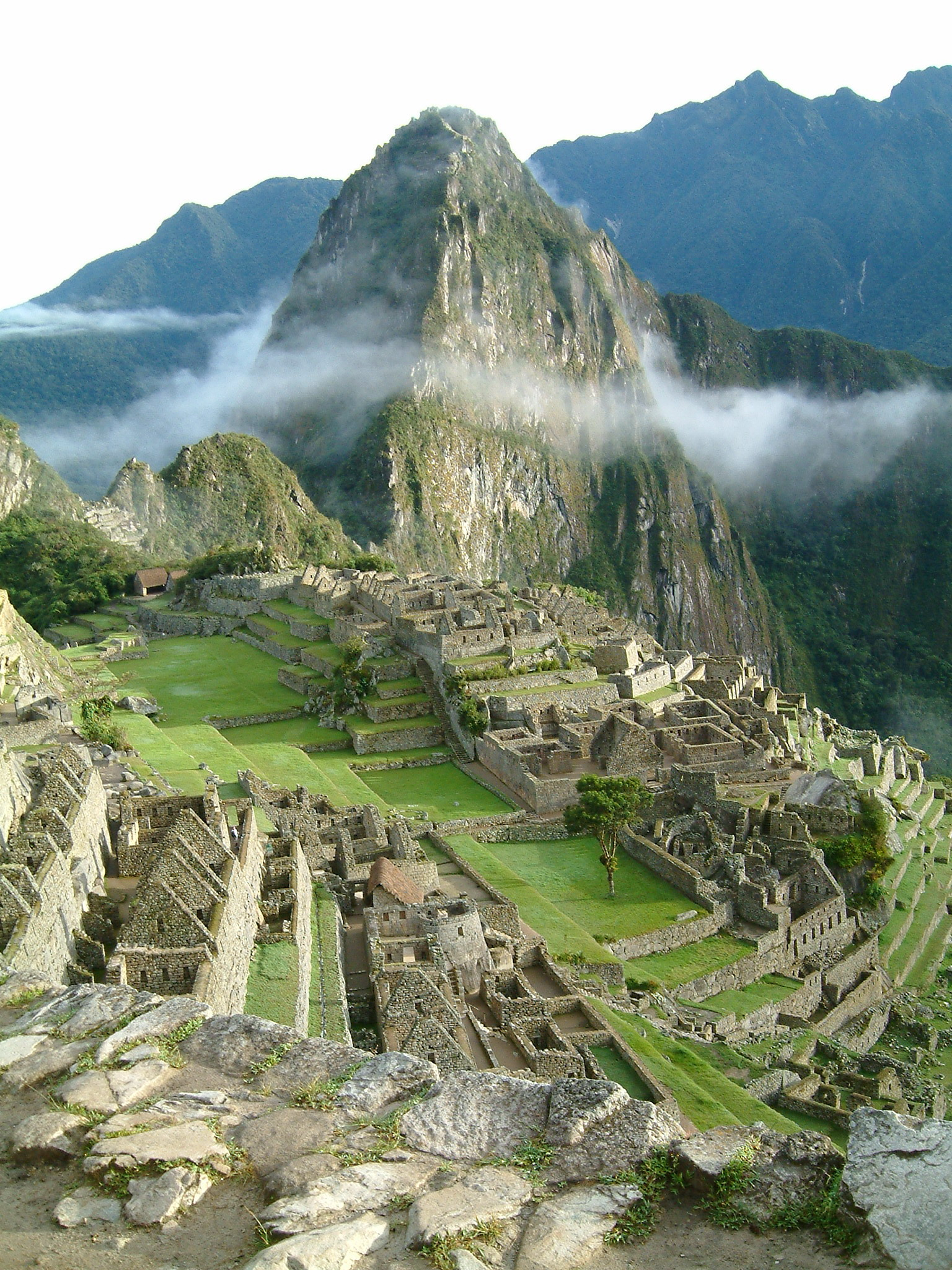
Machu Picchu

La guerra civile Inca (1531-1532) e l'irruzione spagnola nel territorio di Cusco nel 1534 incisero profondamente sulla vita di Machu Picchu. La collettività rurale del posto era composta principalmente da mitmas, coloni di varie nazioni conquistate dagli Inca e condotti a forza nell'area. Essi approfittarono del crollo del sistema economico della regione per tornare alle terre d'origine. La resistenza inca agli spagnoli, comandata da Manco II, nel 1536 convocò i nobili delle regioni vicine per integrare la corte del re nell'esilio di Vilcabamba, ed è molto probabile che la miglior nobiltà di Picchu abbia abbandonato la città in quel momento. Documenti dell'epoca indicano che la regione era piena di sfollati.
Picchu rimase abitata e la sua esistenza è attestata dall'annotazione della città fra le colonie tributarie dell'encomienda spagnola di Ollantaytambo. Ma ciò non vuol dire che gli spagnoli la frequentassero: si sa che i tributi di Picchu erano versati ai colonizzatori una volta all'anno nel villaggio di Ollantaytambo, e non "riscossi" sul posto. In ogni modo, è chiaro che gli spagnoli conoscevano il luogo, sebbene non esistano indizi dell'importanza di un tempo. I documenti coloniali fanno anche menzione del curaca (forse l'ultimo) di Machu Picchu nel 1568: Juan Mácora. Il nome Juan indica che fu almeno formalmente battezzato e perciò sottomesso all'influenza spagnola.
Un altro documento attesta che Titu Cusi Yupanqui, che regnava all'epoca su Vilcabamba, chiese ai frati agostiniani di evangelizzare "Piocho" verso il 1570. Non è noto alcun luogo della zona il cui nome suoni simile a "Piocho" e non sia "Piccho" o "Picchu"; ciò che fa supporre a Lumbreras che i celebri "estirpatori di idolatrie" siano giunti sul posto e abbiano avuto a che fare con la distruzione e l'incendio della Torre del Tempio del Sole.
Il soldato spagnolo Baltasar de Ocampo scrisse alla fine del XVI secolo di un villaggio di edifici sontuosissimi "in cima al fianco di una montagna", che conteneva anche una grande acllahuasi (Casa delle Elette), negli ultimi anni della resistenza inca. La descrizione breve che Ocampo fa dei luoghi riconduce a Picchu, ed è significativo che si riferisca al villaggio con il nome di "Pitcos". L'unico toponimo affine sembra essere Vitcos, ma individua un insediamento incaico completamente diverso a Vilcabamba. L'altro solo "candidato" possibile è naturalmente Picchu. Tuttavia, non è definitivamente accertato se si tratti dello stesso luogo. Secondo Ocampo, nel villaggio sarebbe cresciuto Túpac Amaru, successore di Titu Cusi e ultimo sovrano inca di Vilcabamba.

### Tra la colonia e la repubblica (XVII - XIX secolo)
Dopo la caduta del regno di Vilcabamba nel 1572 e la consolidazione del potere spagnolo nelle Ande Centrali, Machu Picchu venne abbandonata dagli abitanti, ma si mantenne all'interno della giurisdizione di diverse haciendas che passarono spesso di mano fino all'avvento della repubblica (1821). Ciò nonostante, era diventato un luogo remoto, distante dalle nuove rotte e assi economici del Perù. La regione fu praticamente ignorata dal regime coloniale, che non edificò templi cristiani né amministrò nessuna popolazione della zona.
In effetti, l'agro di Machu Picchu non fu mai completamente disabitato né sconosciuto: documenti del 1657 e del 1782 alludono a Machu Picchu come a terre di interesse agricolo. Ma le principali costruzioni, quelle dell'area urbana, non sembrano esser state occupate e furono presto vinte dalla vegetazione del bosco nuboso.

### Machu Picchu nel secolo XIX
Nel 1865, nel corso dei suoi viaggi esplorativi in Perù, il naturalista italiano Antonio Raimondi passò ai piedi delle rovine senza saperlo e segnalò quanto scarsamente popolata era la regione in quel tempo. Tuttavia, questo indica che la zona cominciava a ricevere visite per interessi diversi da quelli puramente scientifici.
Infatti, un'indagine parla dell'impresario tedesco Augusto Berns che nel 1867 non solo avrebbe "scoperto" le rovine, ma avrebbe anche fondato un'impresa mineraria per sfruttare i presunti tesori che vi albergavano: la Compañía Anónima Explotadora de las Huacas del Inca. Secondo questa fonte, tra il 1867 e il 1870, con l'aiuto del diritto concessogli dal governo di José Balta, la compagnia avrebbe operato nella zona e successivamente venduto "tutto quello che trovò" a collezionisti europei e nordamericani.
In relazione o no con tale ipotetica impresa (la cui esistenza attende conferma da altre fonti e autori), proprio in quei tempi le mappe di prospezione mineraria iniziano a menzionare Machu Picchu. Nel 1870 il nordamericano Harry Singer colloca per la prima volta in una carta geografica l'ubicazione del monte Machu Picchu, riferendosi allo Huayna Picchu con il nome di Punta Huaca del Inca. Il nome rivela un inedito collegamento fra gli Inca e la montagna e fa pensare anche a un carattere religioso (la huaca era un luogo sacro delle antiche Ande).
Una seconda mappa del 1874, stilata dal tedesco Herman Gohring, menziona e colloca nella sua esatta ubicazione ambo le montagne.
Verso la fine del 1880 l'esploratore francese Charles Wiener confermò l'esistenza di rovine archeologiche nel luogo (affermando testualmente: "Ci sono rovine a Machu Picchu"), ma non poté raggiungerlo. In ogni caso è chiaro che la presunta "città perduta" non era stata dimenticata, come si credeva fino ad alcuni anni or sono.

### Riscoperta di Machu Picchu (1894-1911)

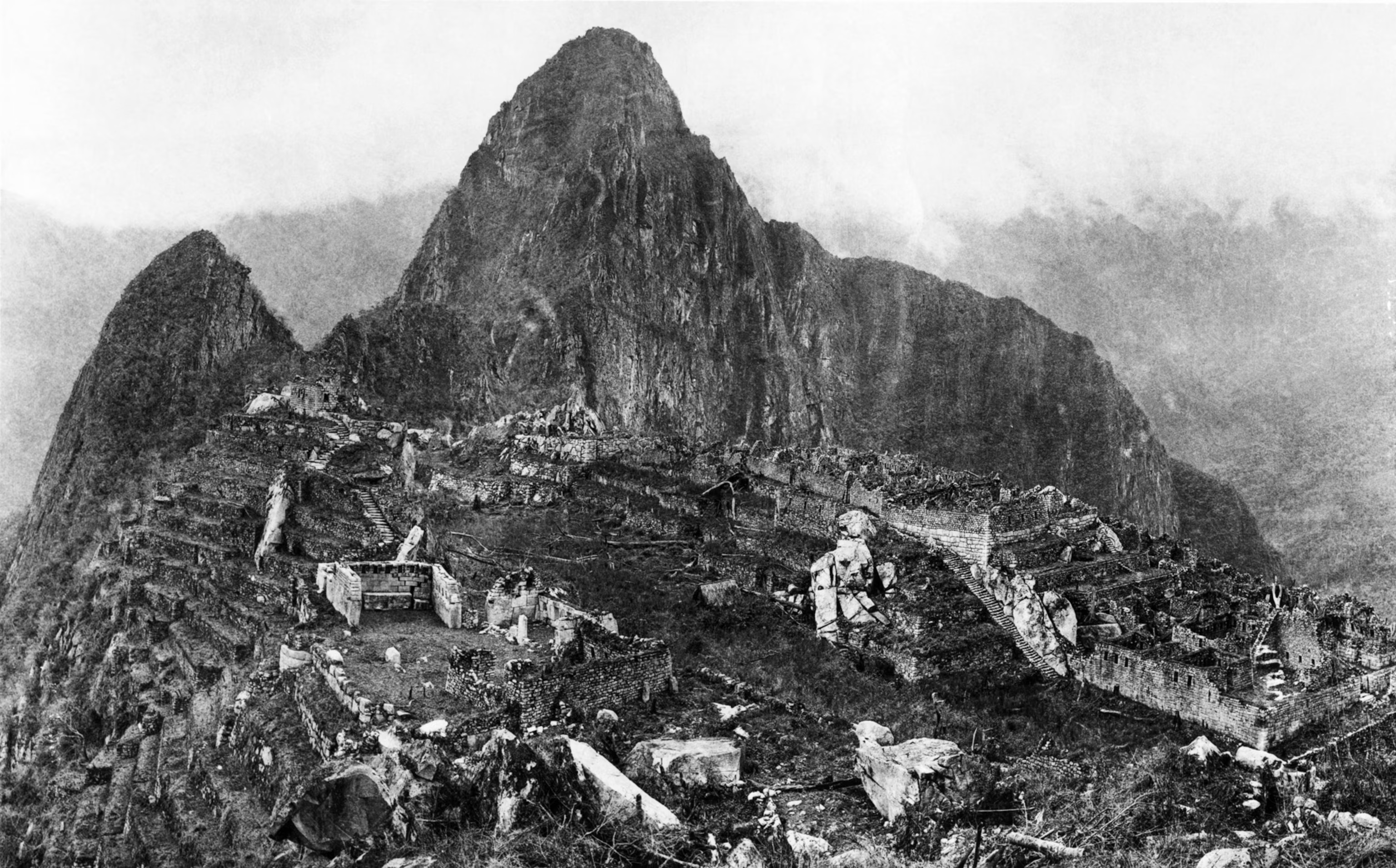
Machu Picchu di Hiram Bingham nel 1912

Le prime notizie dirette su visitatori delle rovine di Machu Picchu indicano che Agustín Lizárraga, un proprietario terriero del Cusco, giunse sul posto il 14 luglio 1902 alla guida dei conterranei Gabino Sánchez, Enrique Palma e Justo Ochoa. I visitatori lasciarono un graffito con i propri nomi su uno dei muri del Tempio delle Tre Finestre, come verificarono in seguito vari osservatori. Alcune informazioni suggeriscono che Lizárraga avesse già visitato Machu Picchu insieme a Luis Béjar nel 1894. Lizárraga mostrava gli edifici ai "visitatori", ma la vera natura delle sue attività non è stata indagata.

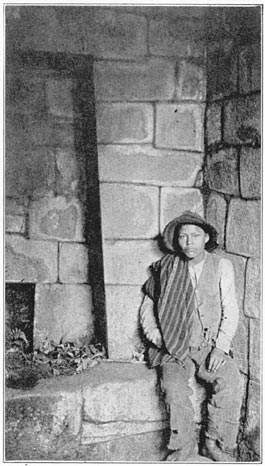
Uno degli aiutanti di Bingham presso una delle grandi nicchie a volta del Mausoleo Reale, nella cava sotto il tempio del Sole, 1911. Foto scattata da Martín Chambi, fotografo quechua al seguito dell'esploratore statunitense.

Fu così che lo storico statunitense Hiram Bingham, interessato alla ricerca degli ultimi ruderi incaici di Vilcabamba, apprese di Lizárraga grazie ai suoi contatti con i possidenti locali. Guidato dal proprietario terriero Melchor Arteaga e accompagnato dal sergente della guardia civile peruviana Carrasco, Bingham giunse a Machu Picchu il 24 luglio 1911. La spedizione trovò due famiglie di contadini che si erano stabilite sul posto: i Recharte e gli Álvarez. Essi sfruttavano le terrazze a sud delle rovine per coltivare la terra e utilizzavano un canale incaico ancora funzionante, che traeva acqua da una sorgente. Pablo Recharte, uno dei bambini di Machu Picchu, condusse Bingham alla "zona urbana" coperta di erbacce.
Bingham ne restò impressionato e sollecitò l'appoggio dell'Università Yale, della National Geographic e del governo peruviano per attivare il prima possibile lo studio del sito. Con l'aiuto dell'ingegnere Ellwood Erdis, dell'osteologo George Eaton, di Toribio Recharte e Anacleto Álvarez e un gruppo di lavoratori della zona, diresse gli scavi archeologici dal 1912 al 1915, estirpando le erbacce e portando alla luce tombe incaiche. La notorietà di Machu Picchu iniziò nel 1913 con la pubblicazione del resoconto completo nella rivista della National Geographic.
Anche se è chiaro che Bingham non scoprì davvero Machu Picchu (in realtà non la scoprì nessuno, non essendo mai stata realmente "perduta"), non c'è dubbio che ha il merito di essere stato il primo a riconoscere l'importanza delle rovine e a studiarle con l'aiuto di un'équipe multidisciplinare divulgando le sue scoperte, anche se i principî archeologici applicati non erano i più adeguati dal punto di vista attuale e l'esportazione irregolare dal paese del materiale archeologico trovato suscita polemiche. La collezione consta di almeno 46 332 reperti e fino al 2008 non era stata restituita al governo peruviano.

### Machu Picchu dopo il 1915
Fra il 1924 e il 1928 Martín Chambi e Juan Manuel Figueroa scattarono a Machu Picchu una serie di fotografie che furono pubblicate in diverse riviste peruviane, attirando l'attenzione di massa sui ruderi (fino ad allora di interesse soltanto locale) e trasformandoli così in un simbolo nazionale.

### Storia di Gianfranco Zadra, alpinista trentino
Il trentino Gianfranco Zadra, residente in Perù dal 1956, lavorò per la ditta italiana Panedile Peruana s.a. nella Centrale Idroelettrica di Machu Picchu (Cuzco-Perù) fra il 1959 e il 1963. Nel tempo libero esplorava i dintorni con l'entusiasmo tipico di chi ama la montagna. Fu amico di Parodi, Bignami, Fantin e altri italiani che hanno firmato l'Andinismo degli anni 1950-1970. Un giorno trovò una baracca abbandonata e, al suo interno, una serie di documenti e mappe della spedizione del dottor Axel Werner-Gren della Fondazione Viking, datati 1939. Quello fu infatti l'anno della scoperta dei primi tratti dei "Caminos del Inca", proprio da parte di Gren e del capo-spedizione Paul Fejos. Purtroppo, la spedizione dovette abbandonare le ricerche dopo soli tre mesi, data la prematura morte di Gren. In compagnia di un amico italiano, Mario de Muro, e di un esperto cacciatore della valle chiamato Estrada, Zadra iniziò a esplorare i dintorni, cercando i luoghi indicati nelle mappe di Gren. Ritrovarono le rovine di Runcu Raccay, Sayac Marca e la più importante fra tutte, Puyu Pata Marca, tutte ricoperte da una fitta e intricata vegetazione. Dopo quasi un anno di ardua ricerca e pulizia dei siti, trovarono tratti interi mai scoperti e cittadelle sconosciute fino ad allora nella gola che unisce la montagna con Machu Pucchu. Questi luoghi non apparivano neanche nelle mappe della precedente spedizione. Nel 1959 presentarono una relazione dettagliata con descrizioni, fotografìe e tutto il materiale ritrovato nella zona alla Corporazione di Ricostruzione e Sviluppo del Cuzco (CRIF).
Di fatto, Zadra, con la sua grande energia e spiccata curiosità mista a una grande cultura, ha aiutato a divulgare le notizie su quella che oggi è una fra le mete turistiche più amate e note al mondo. Insieme al suo gruppo, fu la prima persona a percorrere, pulire e far conoscere los Caminos del Inca, vent'anni dopo Gren, scopritore ufficiale di queste rovine. Inoltre, fu lui, guidato dall'interesse non prettamente archeologico ma turistico-alpinistico, a pubblicare per primo tutta una sezione sulle montagne del Perù in una guida turìstica ("Perù - El libro del Viajero" a cura di Adriana Alarco de Zadra – 1978), con un intero capitolo dedicato a los Caminos del Inca. Il viaggiatore comune che si reca a Vilcabamba solitamente non conosce questa storia, perché nessun libro né targa né guida riporta questi fatti, portati alla luce di recente da Caterina Zandra che trovò carte, mappe e documenti in un vecchio baule. Ma ancora oggi gli anziani del posto ricordano "quel matto di un italiano" che vagava per la valle e che ogni tanto vedevano appeso a qualche parete scoscesa.
Ascensioni di Zadra in Perù:
- luglio 1956 - salita al Nevado Keñuane (5 400 m)
- 14 ottobre 1957 - vetta settentrionale del Chachani (6 087 m)
- 1957, maggio 1958 e 1960 - ascensione al Misti (5 821 m)
- 7 giugno 1959 - cima centrale del Pichu Picchu (5 684 m)
- 1959 - salita al Nevado Keñuane (5 400 m)
- giugno-luglio 1959 - Condorì (5 286 m)
- 30 agosto 1959 - cratere del Pico Ubinas (5 670 m)
- 1960-Nevado Artillero (5 300 m)
- luglio 1964 - tentativo al Misti
- agosto 1964 - Pichu Picchu (cime minori).

### Avvenimenti successivi
Con il passare dei decenni - specialmente dopo l'apertura di una strada carraia che dalla stazione ferroviaria fu condotta lungo la costa della montagna fino alle rovine - Machu Picchu divenne la principale meta turistica del Perù. Nei primi due terzi del XX secolo, però, l'interesse per lo sfruttamento turistico prevalse su quello per la conservazione e lo studio del sito. Ciò non impedì ad alcuni importanti ricercatori di compiere passi avanti nello svelare i misteri di Machu Picchu: notevoli sono le ricerche della Viking Found, diretta da Paul Fejos, sui siti incaici dei dintorni (scoprirono vari insediamenti della Strada Inca) e quelle di Luis E. Valcárcel, che collegarono per la prima volta il sito alla figura di Pachacútec.
Ma è a partire dagli anni settanta che le nuove generazioni di archeologi (Chávez Ballón, Lorenzo, Ramos Condori, Zapata, Sánchez, Valencia, Gibaja), storici (Glave y Remy, Rowe, Angles), astronomi (Dearborn, White, Thomson) e antropologi (Reinhard, Urton) iniziarono a indagare compiutamente le rovine e il loro passato.
La creazione di una Zona di protezione ecologica intorno alle rovine nel 1981, la proclamazione di Machu Picchu a patrimonio dell'umanità due anni dopo e l'adozione di un piano generale di sviluppo sostenibile della regione nel 2005 sono le tappe più importanti dello sforzo compiuto per conservare la città e i suoi dintorni.
Questo sforzo è sovente contrastato da vari impedimenti: alcuni cattivi restauri parziali del passato, gli incendi forestali come quello del 1997, conflitti politici sorti nelle popolazioni vicine per una migliore distribuzione delle risorse ricavate dallo Stato nell'amministrare delle rovine (il 10 novembre 2003, con la legge 28100, il Congresso stabilì che il 10% delle entrate raccolte per l'ingresso nel Parco archeologico, amministrato dall'Istituto nazionale di cultura, sarebbe stato destinato alla municipalità di Machu Picchu). L'8 settembre 2000, durante la registrazione dello spot pubblicitario della birra peruviana Backus & Johnston, una gru cadde sul celebre Intihuatana (orologio solare), rompendo quasi 8 cm della punta. Il caso sfociò in un'azione giudiziaria, intentata dall'Istituto nazionale di cultura, e la richiesta di risarcimento nel 2005.
Nel luglio del 2003 la cantante Gloria Estefan visitò la cittadella e registrò nello scenario di Machu Picchu il video della canzone Hoy dell'album Unwrapped.
Nel 2007 il governo peruviano proclamò il 7 luglio "Giorno del Santuario storico di Machu Picchu, meraviglia del mondo moderno", poiché questo giorno Machu Picchu fu proclamata fra le sette vincitrici del relativo concorso.
Nel settembre del 2007 l'Università di Yale espresse l'intenzione di restituire 4 000 reperti archeologici rinvenuti da Hiram Bingham e di farsi promotrice dell'esposizione di essi in un museo itinerante, dopodiché in un museo della regione di Cusco. Sono stati restituiti al Perù nel 2011 e nel 2012 nell'ambito di un accordo di cooperazione con il governo peruviano e l'Università Nazionale di Sant'Antonio l'Abad a Cuzco. Le collezioni sono ora conservate a Casa Concha nel Museo Machu Picchu di Cuzco.
Nell'aprile 2012, insieme a un team di scienziati, l'ingegnere francese Thierry Jamin, archeologo ed esploratore, con l'ausilio di moderne tecnologie ha provato l'esistenza di camere sconosciute nell'edificio più importante di Machu Picchu. È stata inoltre rilevata la presenza di scale, nonché di metalli quali argento e oro. Una delle ipotesi più accreditate è che si tratti del luogo della sepoltura di Pachacútec.

## Ubicazione geografica

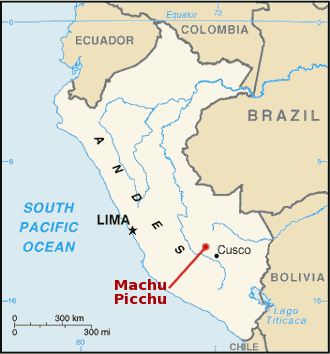
Ubicazione di Machu Picchu, documentata dalla CIA

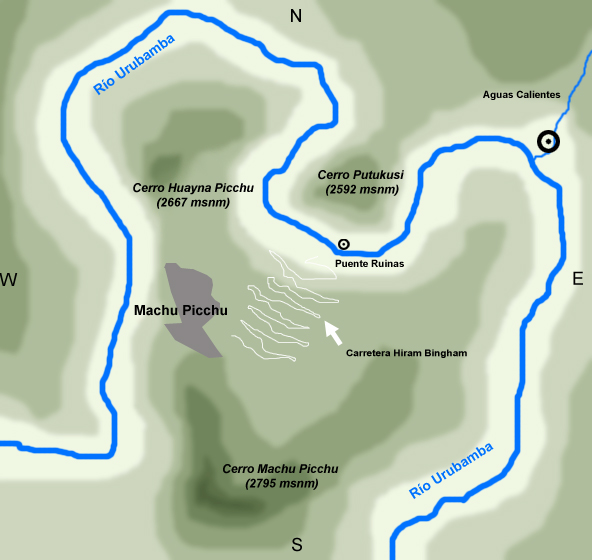
Ubicazione delle rovine di Machu Picchu, nella gola dell'Urubamba. Si notano le anse descritte dal fiume intorno ai monti Machu Picchu e Huayna Picchu.

### Collocazione
Machu Picchu si trova a -13° 9' 47" di latitudine sud e -72° 32' 44" di longitudine ovest. Fa parte dell'omonimo distretto della provincia di Urubamba, regione di Cusco, in Perù. La più vicina città importante è Cusco, capoluogo della regione e antica capitale Inca, che dista 112 km.
I monti Machu Picchu e Huayna Picchu appartengono a una grande formazione orografica conosciuta come Batolito di Vilcabamba, nella Cordigliera Centrale delle Ande peruviane. Si trovano sulla riva sinistra del cosiddetto Canyon dell'Urubamba, conosciuto anticamente come gola di Picchu. Ai piedi delle alture, praticamente cingendole, scorre il fiume Vilcanota-Urubamba. Le rovine incaiche si trovano a metà strada fra le cime delle due montagne, a 450 metri di altitudine sul livello del fondovalle e a 2 438 su quello del mare. La superficie edificata misura approssimativamente 530 metri di lunghezza e 200 di larghezza e nell'area urbana conta 172 edifici.
Le rovine propriamente dette sono situate all'interno di un'area convenzionale del Sistema nazionale delle aree naturali protette dallo Stato (SINANPE, Sistema Nacional de Áreas Naturales Protegidas por el Estado), chiamata Santuario storico di Machu Picchu, che si estende su una superficie di 325,92 km² all'interno del bacino del Vilcanota-Urubamba (il Willka mayu, "fiume sacro" Inca). Il Santuario storico custodisce e protegge una serie di specie biologiche in pericolo d'estinzione e vari siti incaici, fra i quali Machu Picchu è il principale.

### Vie d'accesso

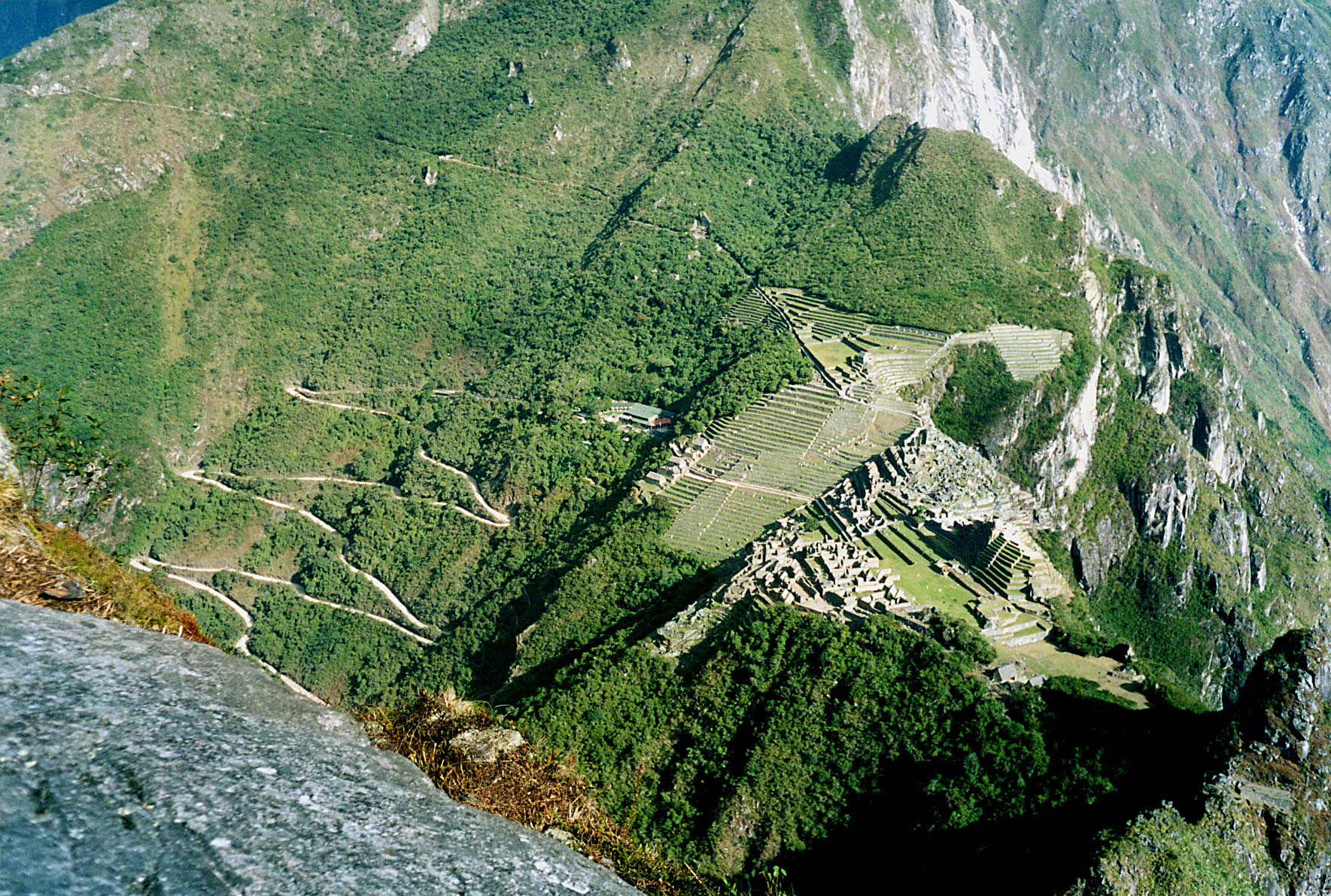
Vista da nord, dalla cima dello Huayna Picchu. Lo zigzag a sinistra è la strada d'accesso alle rovine, che parte dalla stazione ferroviaria di Puente Ruinas, nel fondovalle. In alto si scorge l'ultimo tratto della Strada Inca che attraversa il fianco del Machu Picchu.

Alla zona archeologica in sé si accede camminando per sentieri incaici oppure utilizzando la strada Hiram Bingham che risale il pendio del Machu Picchu dalla stazione ferroviaria di Puente Ruinas, ubicata in fondo alla gola. In entrambi i casi il visitatore è tenuto al pagamento dell'accesso alle rovine.
La strada in questione, tuttavia, non appartiene alla rete stradale nazionale del Perù. Inizia nel paese di Aguas Calientes, al quale, a sua volta, si arriva solo per via ferroviaria in circa tre ore da Cusco o in elicottero (in 30 minuti). Dato il carattere di parco nazionale della zona, l'assenza di una strada diretta è voluta: permette di controllare il flusso dei visitatori ed evitare il sovraffollamento. Ciò, comunque, non ha impedito la crescita disordinata (e criticata dalle autorità culturali) di Aguas Calientes, che vive di e per il turismo, sviluppando strutture alberghiere e di ristorazione di varie categorie.
Il cammino per raggiungere Machu Picchu dalla principale Strada Inca richiede circa tre giorni, perciò conviene arrivare in treno fino al km 82 della linea ferroviaria Cusco-Aguas Calientes, da dove inizia il percorso a piedi.
Alcuni visitatori prendono un autobus locale da Cusco a Ollantaytambo, che attraversa la Valle sacra degli Incas, e di lì proseguono con un mezzo di trasporto fino al citato km 82. Sul posto prendono la strada ferrata coprendo i restanti 32 km fino ad Aguas Calientes.
È inoltre possibile accedere a Machu Picchu da Cuzco con l'opzione economica By Car arrivando all'insediamento di Hidroelectrica a mezzo di pulmini che viaggiano seguendo strada asfaltata fino a Ollantaytambo e quindi lungo piste sterrate che si snodano lungo i versanti della Valle Sacra. Giunti a Hidroelectrica i passeggeri dovranno seguire a piedi i binari della ferrovia Perurail in una camminata di circa tre ore, giungendo infine alla stazione di Aguas Calientes.

### Clima
Nonostante la quota abbastanza elevata, il clima è caldo umido durante il giorno e fresco la notte. La temperatura oscilla fra i 12 e i 24 °C grazie alla vicinanza all'equatore. La zona è generalmente piovosa (circa 1 955 mm di precipitazioni all'anno), specialmente fra novembre e marzo. Vi è una brusca alternanza tra le piogge abbondanti e periodi assolati.

## Descrizione del sito

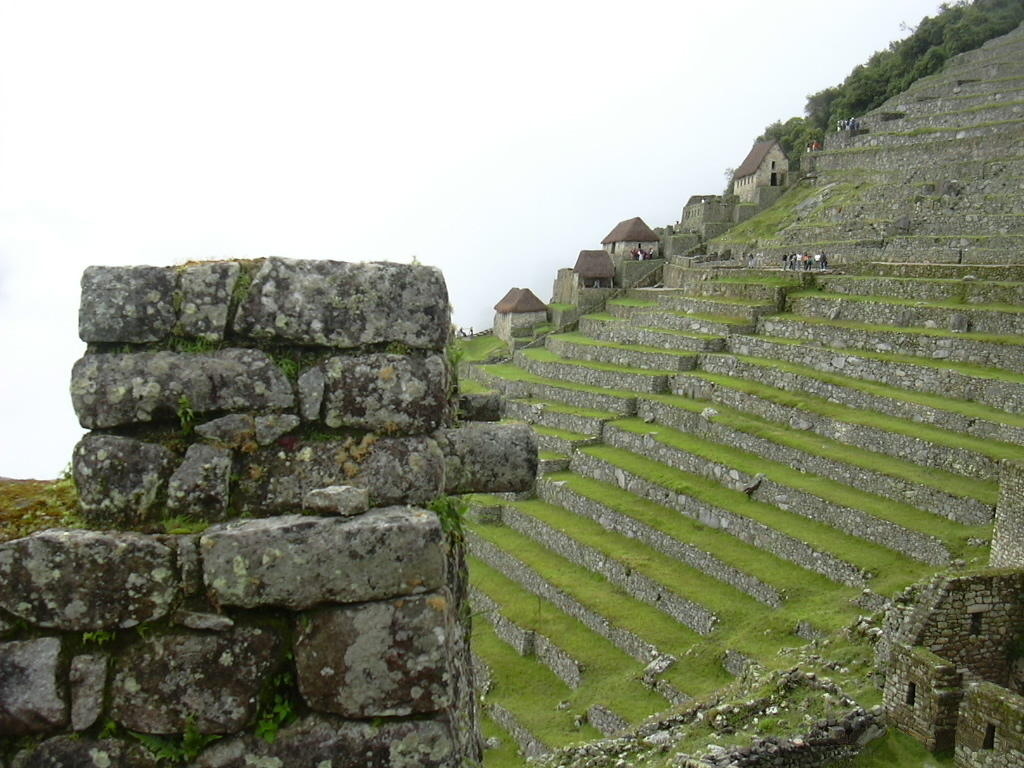
Terrazzamenti del lato est

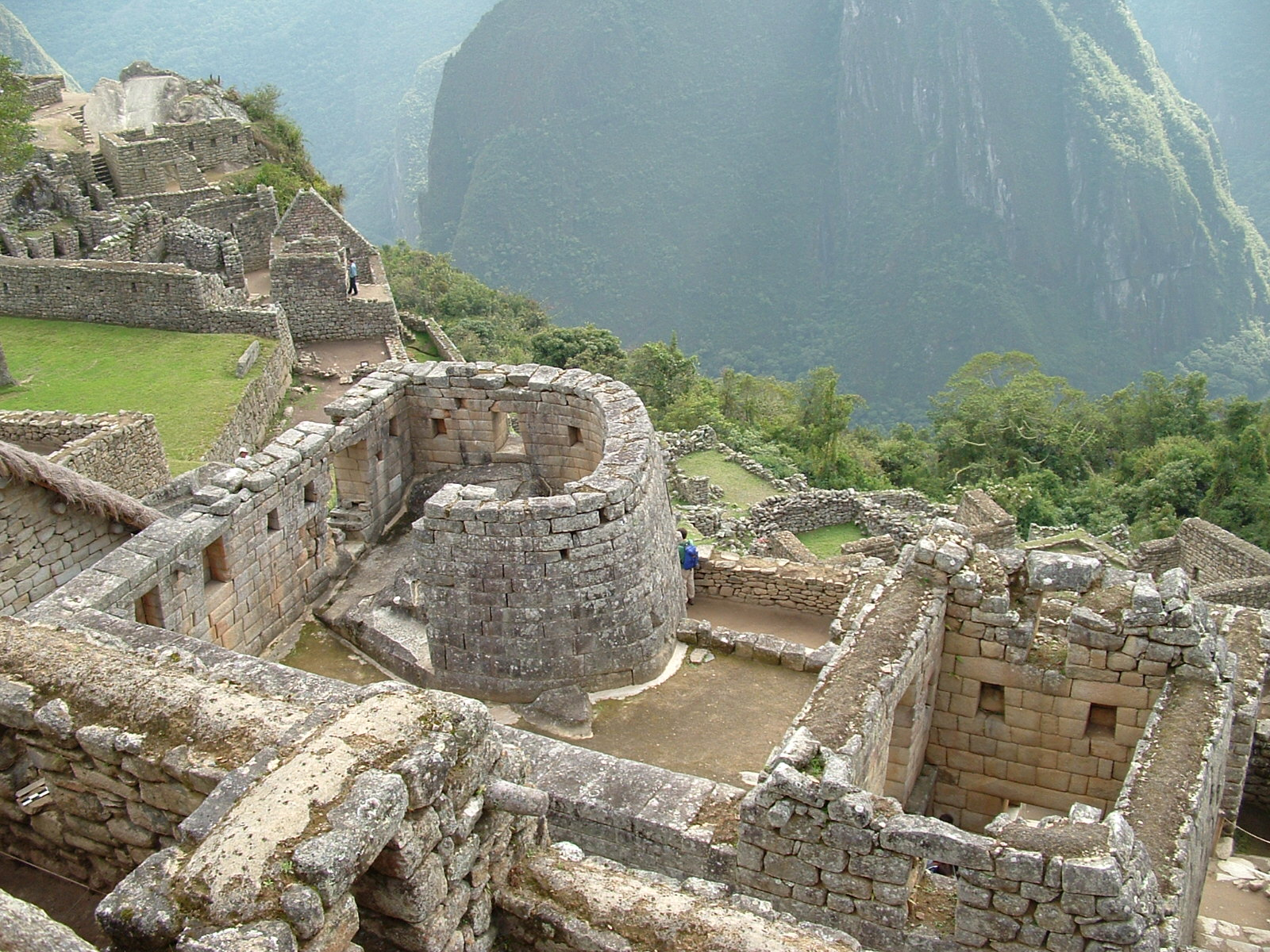
Il Templo del Sol o Torreón

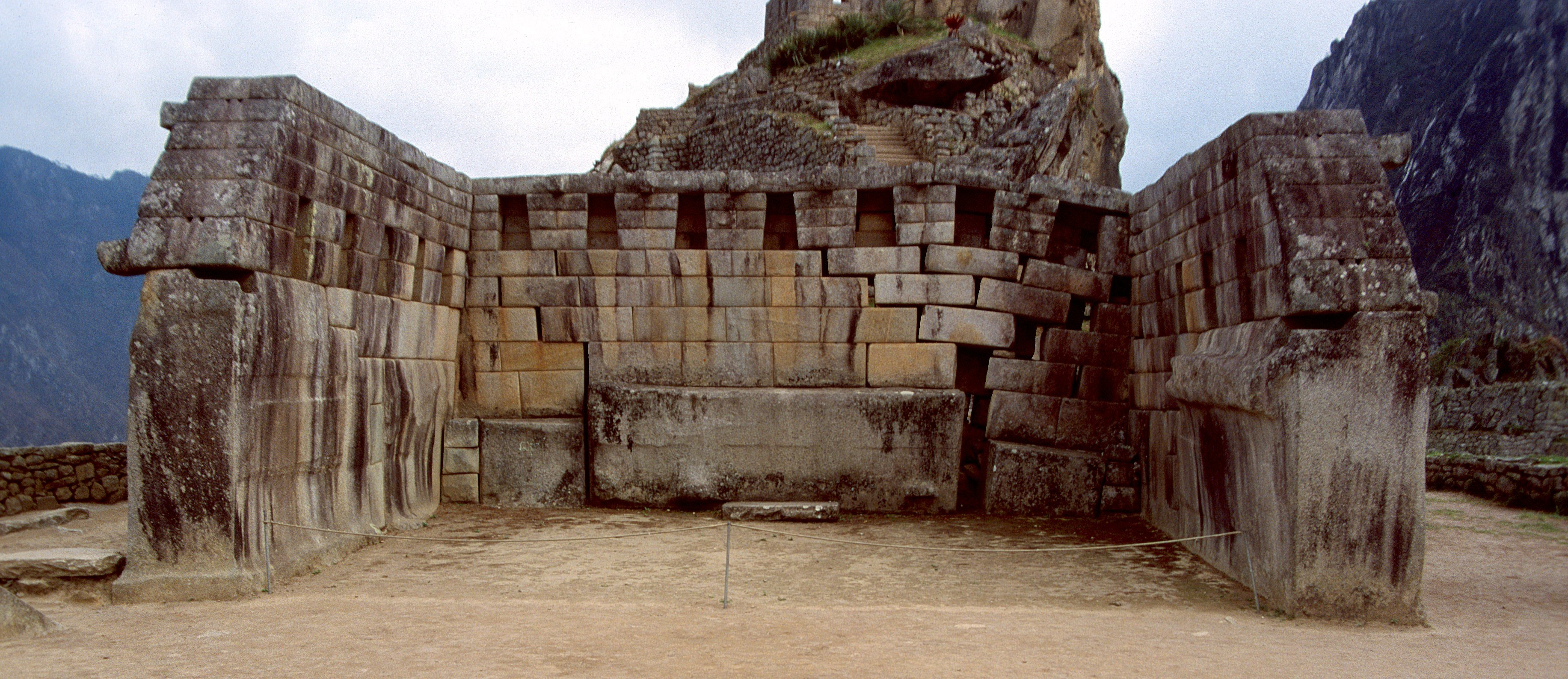
Il Templo Principal

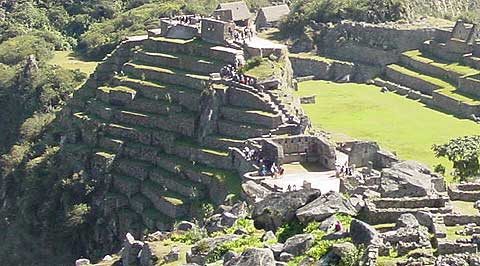
La "pirámide" de Intihuatana (Conjunto 5). Al primo piano la Plaza Sagrada (C4) e il Templo Principal.

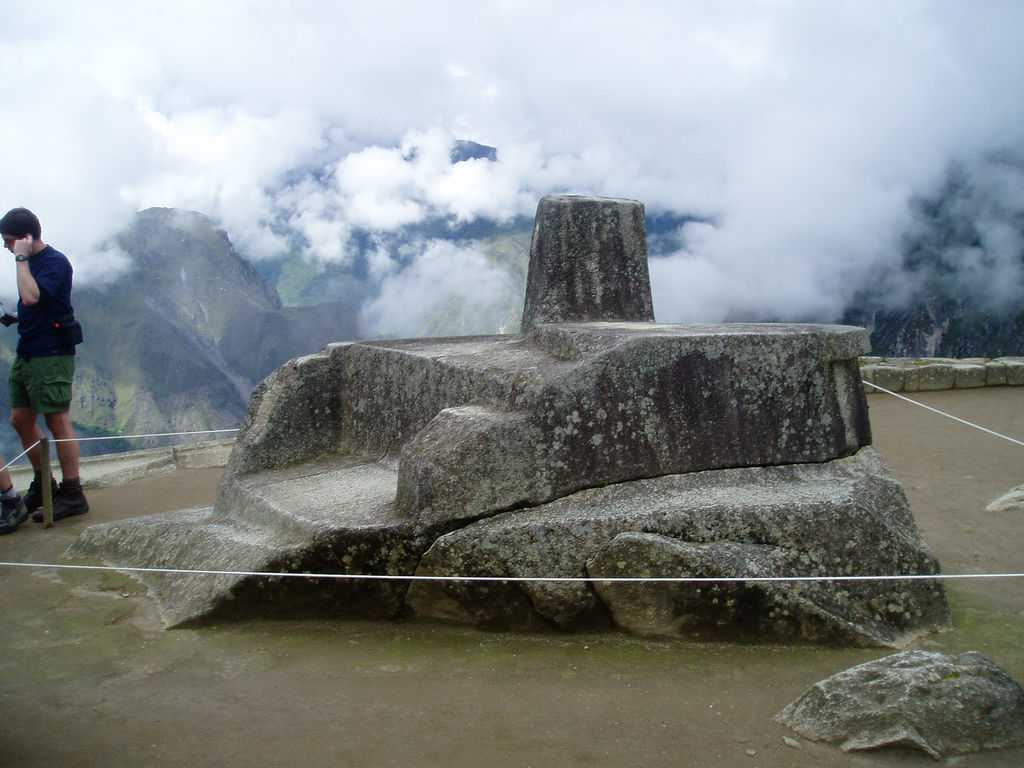
Intihuatana

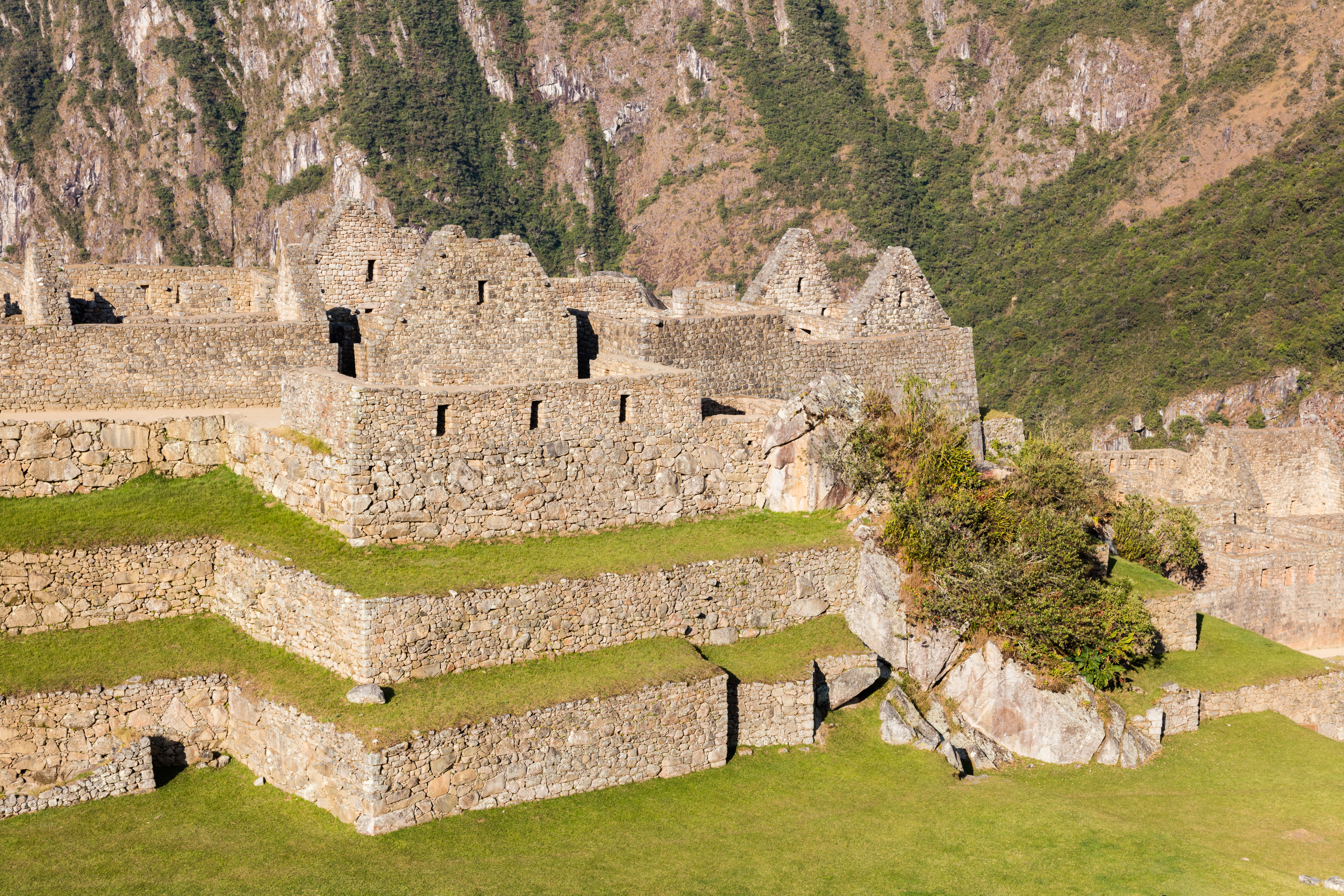
Vista del complesso 9 o de las Tres Portadas sopra tre livelli di terrazzamenti, visti dalla piazza principale

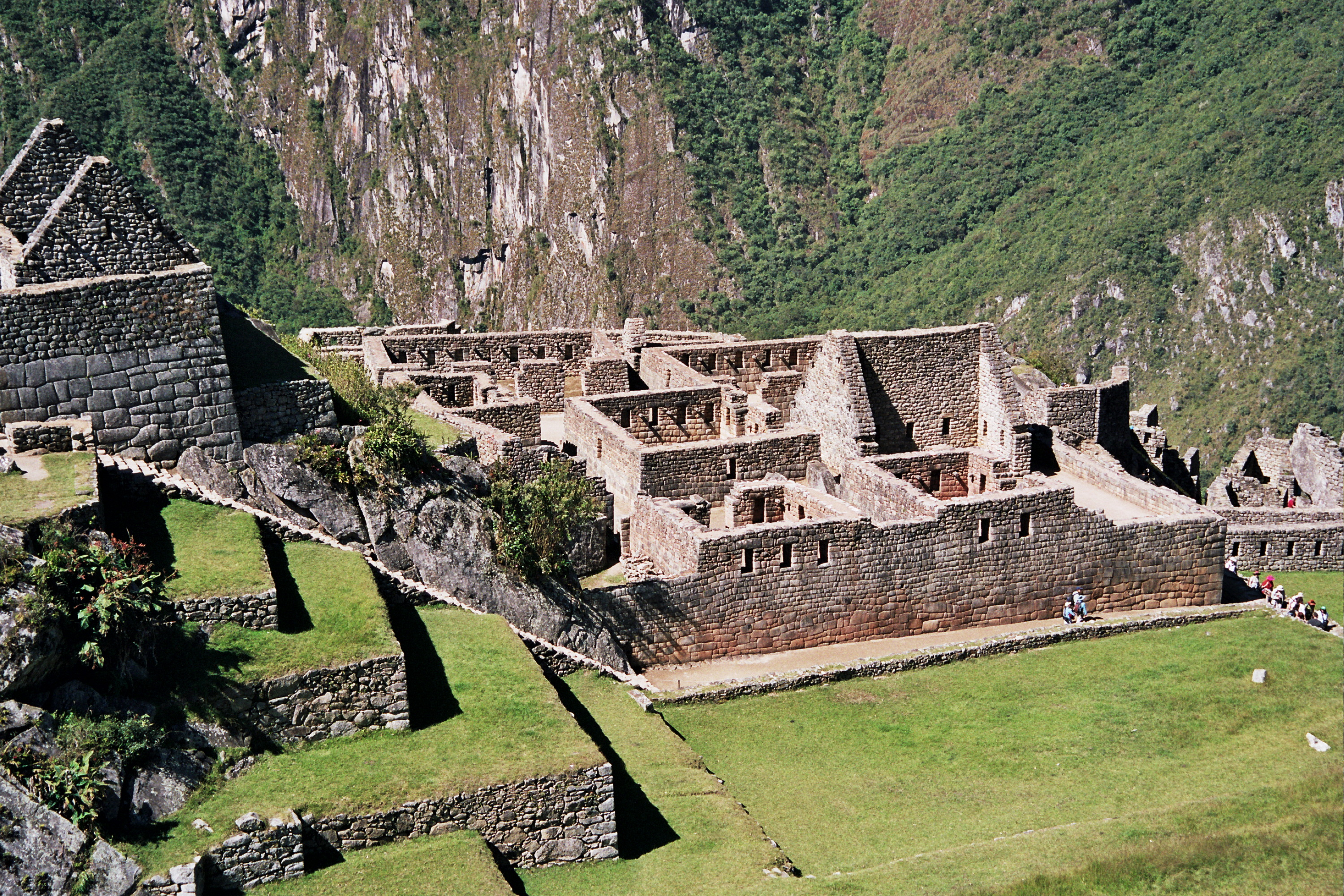
Vista del Conjunto de los Morteros o Acllahuasi (Grupo 18) come lo si vede dall'intihuatana

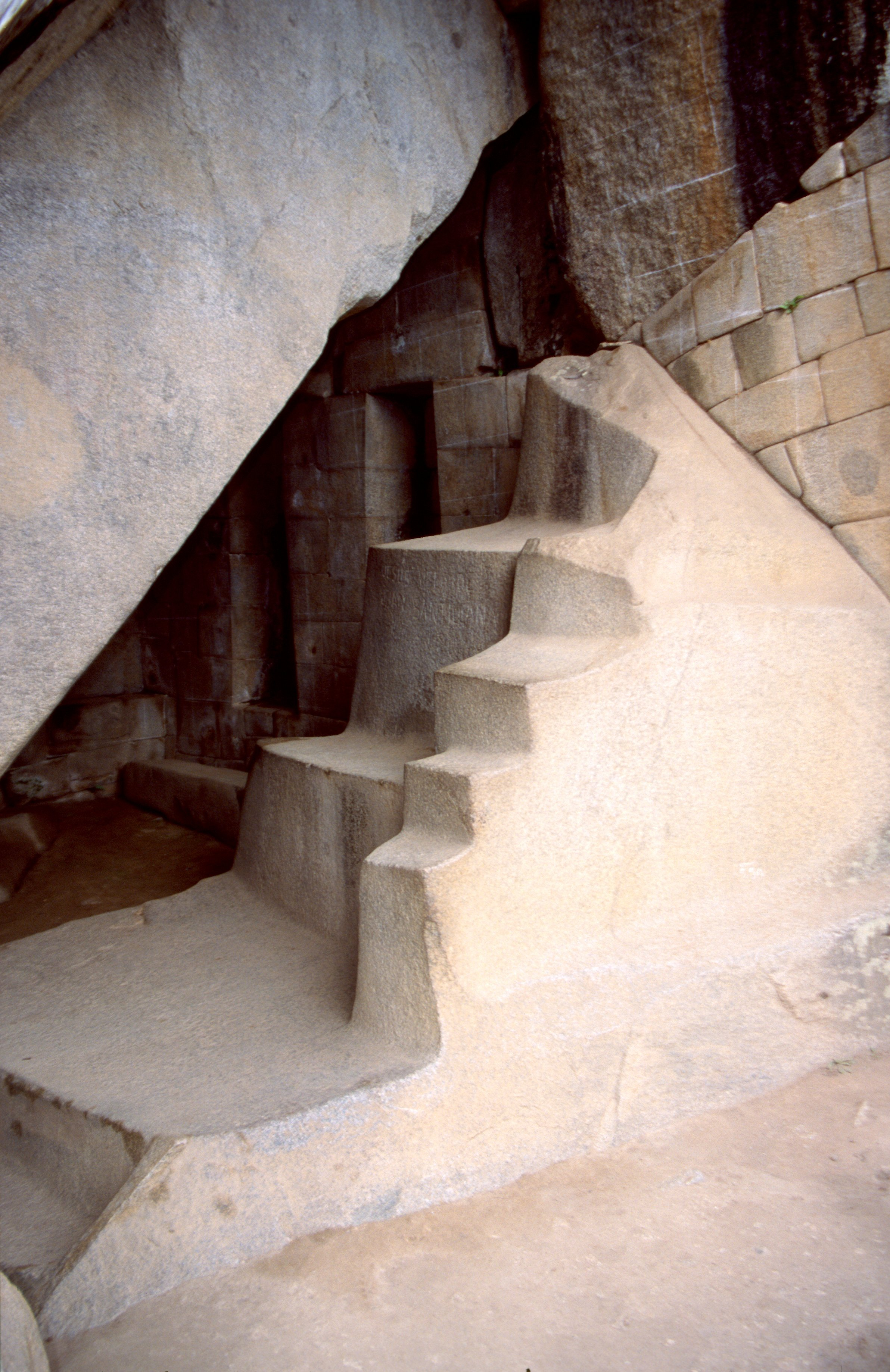
Rocca posta sotto il Tempio del Sole, ingresso al cosiddetto Mausoleo reale. Alcuni autori lo considerano la "tomba" di Pachacútec.

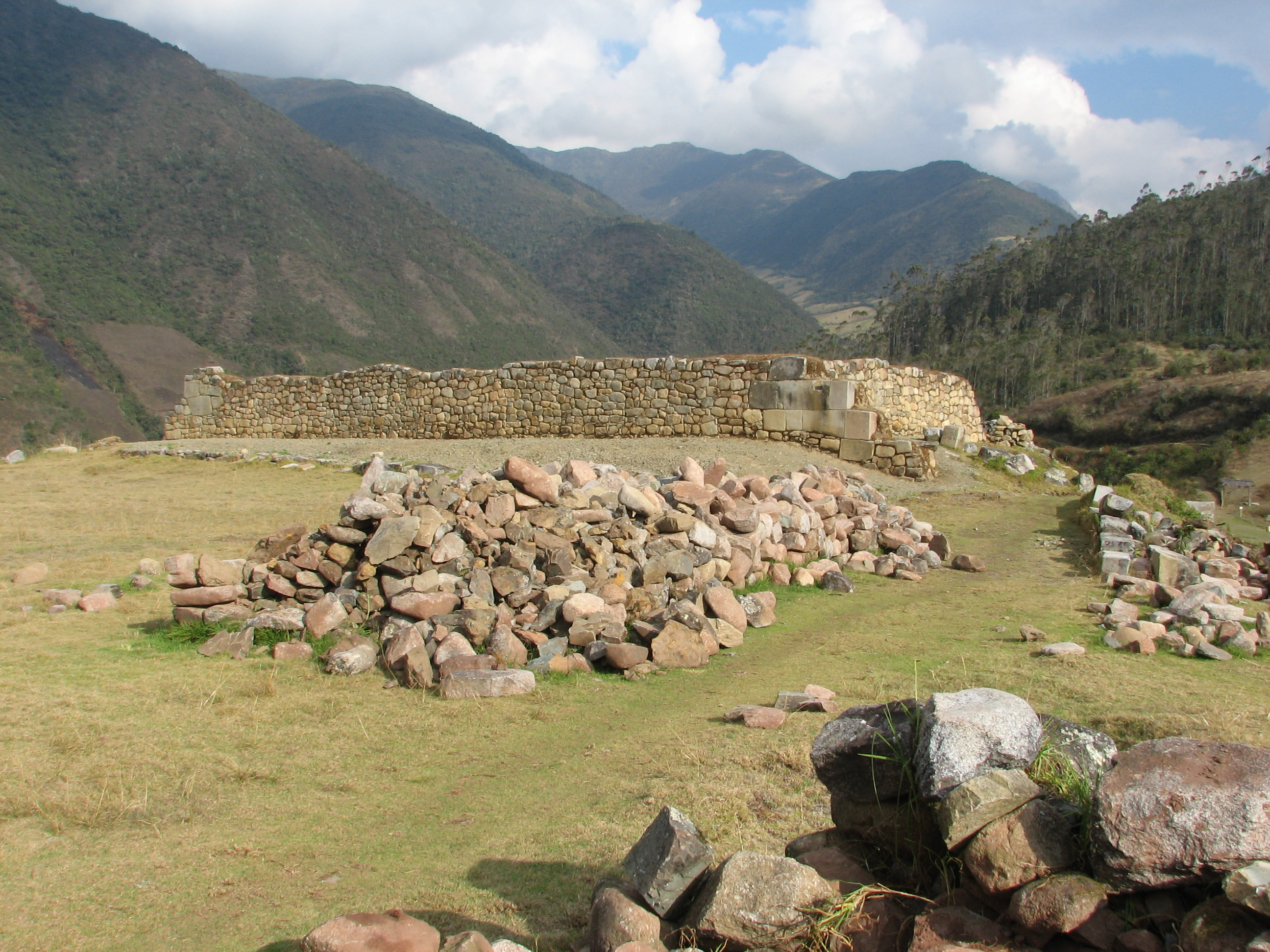
Il sito archeologico di Vitcos

L'area edificata del sito è di 530 metri di lunghezza per 200 di larghezza, disposta su almeno 172 livelli. Il complesso è diviso in due grandi zone facilmente individuabili: la zona agricola, formata dall'insieme delle terrazze per la coltivazione, ubicata a sud, e la zona urbana, dove vivevano gli occupanti e dove si svilupparono le principali attività civili e religiose.
Le parti sono separate da un muro, un fosso e una scalinata, che corrono paralleli alla costa est della montagna

### La zona agricola
I terrazzamenti di Machu Picchu appaiono come grandi scalinate costruite sul lato della collina. Sono formate da un muro di pietra e riempite da strati di diversi materiali (pietre grandi, pietre piccole, ghiaia, argilla e terra da coltivazione) che facilitano il drenaggio, necessario considerata la piovosità della zona, evitando che l'acqua si fermi e sgretoli la struttura. Questo tipo di costruzione ha permesso la coltivazione fino al primo decennio del XX secolo. Altri terrazzamenti meno importanti si incontrano nella parte bassa di Machu Picchu intorno a tutta la città. La loro funzione non era agricola bensì servivano come muri di contenimento.
Sul lato est del cammino inca, che arriva a Machu Picchu da sud, si possono vedere cinque grandi costruzioni. Furono utilizzate come granaio o magazzino. A ovest si incontrano due grandi insiemi di terrazzamenti: uno concentrico a forma semicircolare e l'altro rettilineo.

### La zona urbana
Un muro lungo 400 metri divide la città dalla zona agricola. Parallelo al muro corre un fosso, usato come drenaggio principale della città. Nella parte alta del muro si trova la porta di Machu Picchu che aveva un sistema di chiusura interna.
La zona urbana è stata divisa dagli archeologi odierni in un gruppo di edifici che vanno dal n. 1 al n. 18. È ancora valido lo schema di Chávez Ballon (1961) che ha diviso la città in due settori: hanan (alta) e hurin (bassa), in accordo con la tradizionale bipartizione della società e della gerarchia andina. Il centro di questa divisione fisica è la plaza alargada, costruita su terrazze a vari livelli che assecondano il naturale declivio della montagna.
Il secondo asse per importanza della città si incrocia con il primo, attraversando le rovine da est a ovest praticamente per tutta la larghezza. Consiste di due elementi: una lunga e larga scalinata che fa le veci della strada principale e un insieme di corsi d'acqua paralleli a esso. All'intersezione degli assi è ubicata la residenza dell'Inca, il tempio osservatorio del Sol o Torreon dove si trova la prima e la più importante delle fonti d'acqua.

#### Settore Hanan

##### Complesso 1
Il complesso 1 include strutture atte a soddisfare le necessità di chi arrivava in città: la porta (area vestibolare), gli stabili per i camelidi (lama...), laboratori, cucine e abitazioni. Tutto il lato est del cammino è una successione di strade parallele che scendono lungo la costa della montagna. La costruzione più importante il vestibolo, che aveva due piani e vari accessi. Nella parte sinistra della zona di accesso si trovano le abitazioni per le persone di rango inferiore, funzionali al lavoro nella cava, situata vicino a questo settore. Tutte le costruzioni avevano la stessa fattura e in passato erano intonacate e pitturate.

##### Tempio del sole
Vi si accede per una porta a doppio battente, che restava sempre chiusa (rimangono i resti del meccanismo di chiusura). La costruzione principale è conosciuta come El Torreon, torrione fatto da blocchi finemente lavorati. Ospitava le cerimonie in occasione del solstizio di giugno. Una delle finestre mostra ancora resti di intarsi ornamentali, rimossi in epoca sconosciuta. Sono visibili anche tracce di un grande incendio. Il Torreon è costruito sopra la grande roccia, sotto la quale c'è una piccola grotta, riempita completamente con pietre fini. Si crede che fosse un mausoleo e che nelle grandi nicchie riposassero alcune mummie. Luis Lumbrera ritiene che possa essere il mausoleo di Pachacútec e che la sua mummia riposasse fino a poco dopo l'invasione degli spagnoli.

##### Residenza reale
Tra le costruzioni adibite ad abitazione questa è la più fine, grande e meglio disposta. La porta d'accesso è il primo ingresso della città. Comprende due abitazioni con grandi architravi monolitici e muri di pietra ben tagliati. Da una di esse si ha l'accesso a un bagno di servizio con scolo igienico. Il complesso comprende un caravanserraglio per lama e una terrazza privata con vista sul lato est della città, dal quale si vede il Tempio del sole.

##### Piazza sacra
Si chiama così un complesso di costruzioni disposte intorno a un patio quadrato. Le prove indicano che il luogo era destinato a vari rituali. La piazza ospita due tra i maggiori edifici di Machu Picchu, formati da rocce tagliate con molta perizia: il Templo de la tres ventanas, i cui muri sono composti da grandi blocchi poligonali, assemblati come un puzzle, e il Templo Principal, con blocchi molto regolari, che si crede fosse il principale punto cerimoniale della città. Addossato a esso troviamo la cosiddetta Casa del sacerdote o Cámara de los ornamentos. Alcuni indizi fanno pensare che la costruzione di questo complesso non fosse mai terminata.

##### Intihuatana
Trattasi di una collina, le cui coste sono state terrazzate, conferendole la forma di una piccola piramide di base poligonale. Include due grandi scalinate di accesso dal lato nord e dal lato sud. Quest'ultima è molto interessante essendo stata intagliata per un lungo tratto su un'unica pietra. Più in alto, circondata da costruzioni, si incontra la pietra Intihuatana, uno degli oggetti più studiati di Machu Picchu, messo in relazione con una serie di luoghi considerati sacri, punto in cui venivano determinati allineamenti con fenomeni astronomici e con le montagne circostanti.

#### Settore Hurin
Pietra intagliata perfettamente; col passare dei secoli si è leggermente sgretolata.

##### Roca Sagrada
Si chiama così una pietra di superficie chiara posta su un ampio piedistallo che segna l'estremo nord della città e il punto di partenza del sentiero a Huayna Picchu.

##### Gruppo dei tre portali
È un ampio complesso architettonico dominato dai tre grandi portali disposti simmetricamente e in contatto tra di loro. Di identica fattura, sono orientati verso la piazza principale di Machu Picchu. Include sili e laboratori.

##### Gruppo de Los morteros o Acllahuasi
È il più grande complesso della città, ma ha una sola porta di accesso, che può far pensare che si tratti dell'Acllahuasi, ossia casa delle donne scelte che si dedicavano al servizio religioso e all'artigianato fine. È ben nota un'abitazione di pietra finemente lavorata, al cui interno si trovano due affioramenti di roccia tagliati a forma di mole circolari, probabilmente usate per macinare il grano. Alcuni autori pensano che la struttura venisse riempita con acqua in modo da far riflettere gli astri. Il complesso era verosimilmente usato per rituali: vi si trovano altari e un portale costruito attorno a una roccia. Alcune prove confermano che fu una residenza dell'élite.

##### Gruppo del condor
È un ampio gruppo di costruzioni, di aspetto non sempre regolare, che segue il contorno delle rocce. Comprende alcune grotte a uso rituale e una grande pietra tagliata al centro di un ampio patio, nella quale molti credono di vedere la rappresentazione di un condor. A sud del "condor" si incontrano abitazioni dei notabili, le uniche con un accesso privato a una delle fonti di Machu Picchu. Tra le abitazioni e il patio del condor sono stati identificati i resti di una costruzione dedicata all'allevamento dei porcellini d'India (Cavia porcellus).

## Aspetti costruttivi

### Ingegneria idraulica e del suolo
Una città di pietra costruita in cima a un "istmo" tra due montagne e tra due faglie è una regione soggetta a terremoti e ad abbondanti piogge durante tutto l'anno, una sfida per qualsiasi costruttore. Secondo Alfredo Valencia e Kenneth Wright, il segreto della longevità di Machu Picchu è il suo sistema di drenaggio. In effetti, il suolo delle aree non terrazzate è provvisto di un sistema di drenaggio costituito da una copertura di pietre triturate e rocce per evitare il ristagno delle acque piovane. 129 canali si estendono per tutta l'area urbana, progettati per evitare frane ed erosioni, e sboccano nel "foso" che separa la parte urbana dalla parte agricola, costituendo il principale sistema di deflusso. Si calcola che il 60% dello sforzo costruttivo di Machu Picchu consistette nel gettare le fondamenta delle terrazze riempite con ghiaia per assicurare un buon drenaggio.

### Orientamento delle costruzioni
Esistono solide prove (Dearborn, White, Thomson, Reinhard e altri) del fatto che per la costruzione di Machu Picchu furono seguiti criteri astronomici e sacri. Infatti, l'allineamento di alcuni edifici importanti coincide in maniera costante e per niente casuale con l'azimuth solare durante il solstizio, con i punti di aurora e tramonto del sole in determinati periodi dell'anno e con le vette dei monti circostanti.

### Architettura
Materiali

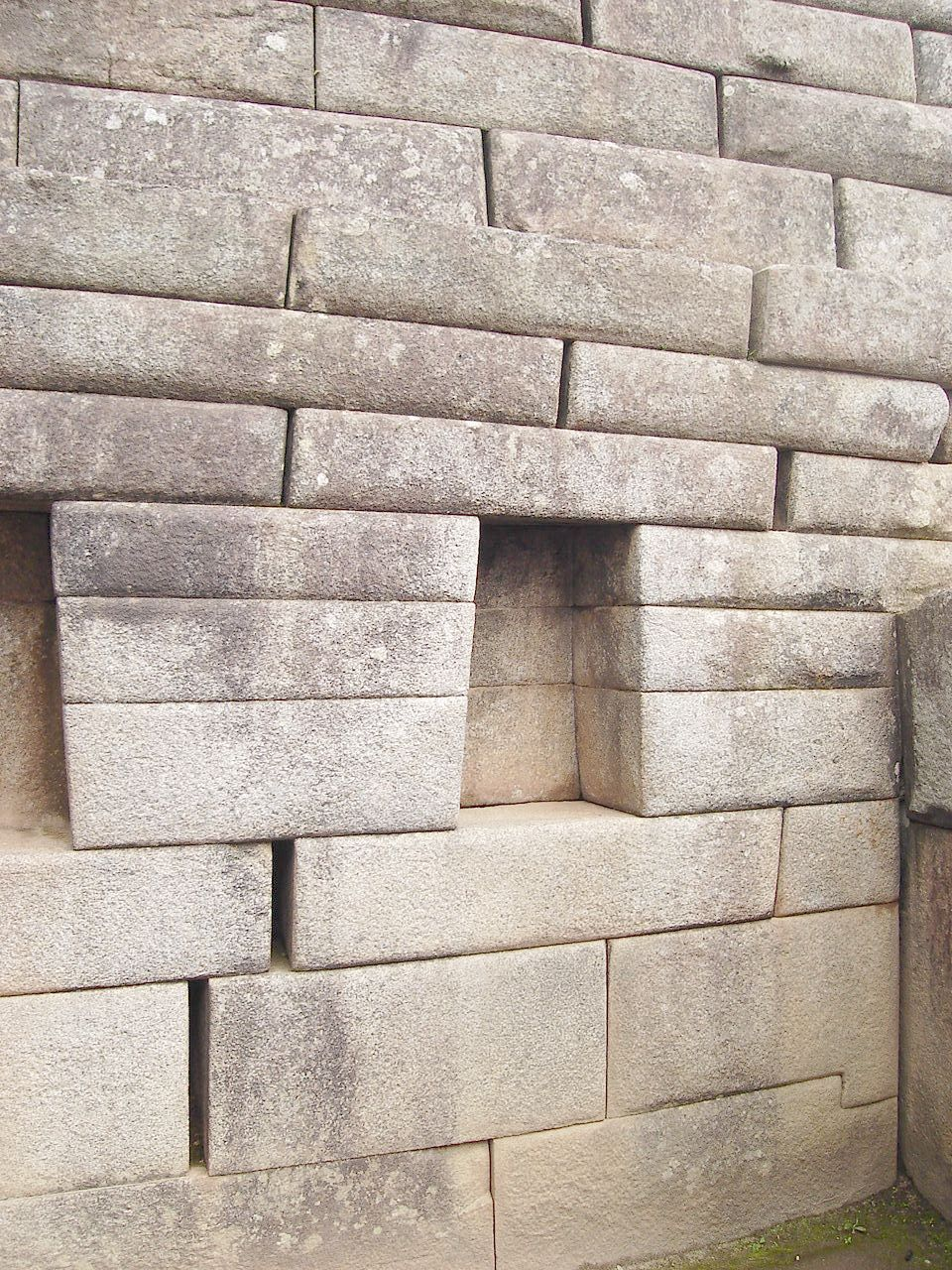
Aparejo Fino. Cámara de los Ornamentos, recinto addossato al Tempio Principale.

Tutte le costruzioni sono di granito, di color biancoazzurro, composto per il 60% di feldspato, per il 30% quarzo e per il 10% di mica. Tutto il materiale deriva da cave situate nei pressi del complesso incaico. La pietra possiede una durezza compresa tra il sesto e il settimo grado della scala di Mohs. Ai tempi degli Inca veniva lavorata con strumenti in bronzo (nell'antico Perù non si usavano quelli in ferro) e martellata con pietre più dure. Le pietre venivano levigate per abrasione con sabbia.
Morfologia
Quasi tutti gli edifici sono di pianta rettangolare e hanno una, due e fino a otto porte, di solito su uno dei lati lunghi del rettangolo. Pochi sono gli edifici a pianta curva o circolare. Sono frequenti le costruzioni chiamate huayrana con solo tre pareti; il muro mancante è sostituito da una colonnata di pietra per sostenere una trave di legno che funge da supporto al tetto. Esistono anche huayrana doppie, ovvero due huayrana unite per mezzo di un muro mediano (masmas).
Lo schema in genere è quello della kanchas, ovvero costruzioni rettangolari disposte attorno a un patio centrale, uniti attraverso un centro di simmetria trasversale. Sul patio si aprono tutte le porte.
Muri
La finitura dei muri di pietra è fondamentalmente di due tipi:
- di pietra regolare combinata con malta di fango e di altre sostanze; vi è la prova che tali costruzioni venivano rifinite con uno strato di argilla e dipinte di giallo e rosso,[69][70] anche se la prematura distruzione dei tetti le resero vulnerabili alla pioggia, per cui non si sono conservate;
- di pietra finemente lavorata a forma di prismi rettangolari o poligonali. Le superfici esterne potevano essere lavorate o perfettamente lisce. L'unione dei blocchi sembra perfetta. Si è sostenuto che non fu usato alcun tipo di malta, ma in realtà tra pietra e pietra è presente un sottile strato di materiale legante, invisibile dall'esterno[71]. Il valore di queste realizzazioni in una società senza utensili di ferro è notevole (vivevano all'età del bronzo).

Coperture
Non si è conservata nessuna copertura originale; si è però concordi nell'affermare che la maggior parte delle costruzioni aveva un tetto composto da due-quattro falde, e un tetto conico sopra un "torrione", consistente in una cornice di tronchi di ontano (Alnus acuminata) legati e coperti da strati di ichu. La fragilità di questo tipo di copertura e la quantità delle piogge resero necessario dare alle falde una pendenza fino a 63°. Quindi spesso l'altezza dei tetti era pari all'altezza del resto dell'edificio.
Facciate, finestre e nicchie
Come è tipico nella architettura inca, la maggior parte delle facciate, finestre e nicchie (chiamate false finestre, nicchie o dispense) ha forma trapezoidale, più larga alla base. Gli architravi potevano essere di legno o pietra (spesso di un solo grande blocco). Le facciate dei recinti più importanti erano a doppio stipite e in alcuni casi includevano un meccanismo di chiusura interna.
Le pareti interne di buona parte delle costruzioni hanno vicino alle finestre delle nicchie per immagini di forma trapezoidale. Dai muri escono spesso blocchi cilindrici o rettangolari, come grandi attaccapanni, disposti in modo simmetrico con le nicchie e le finestre, se presenti.

## Influenza culturale

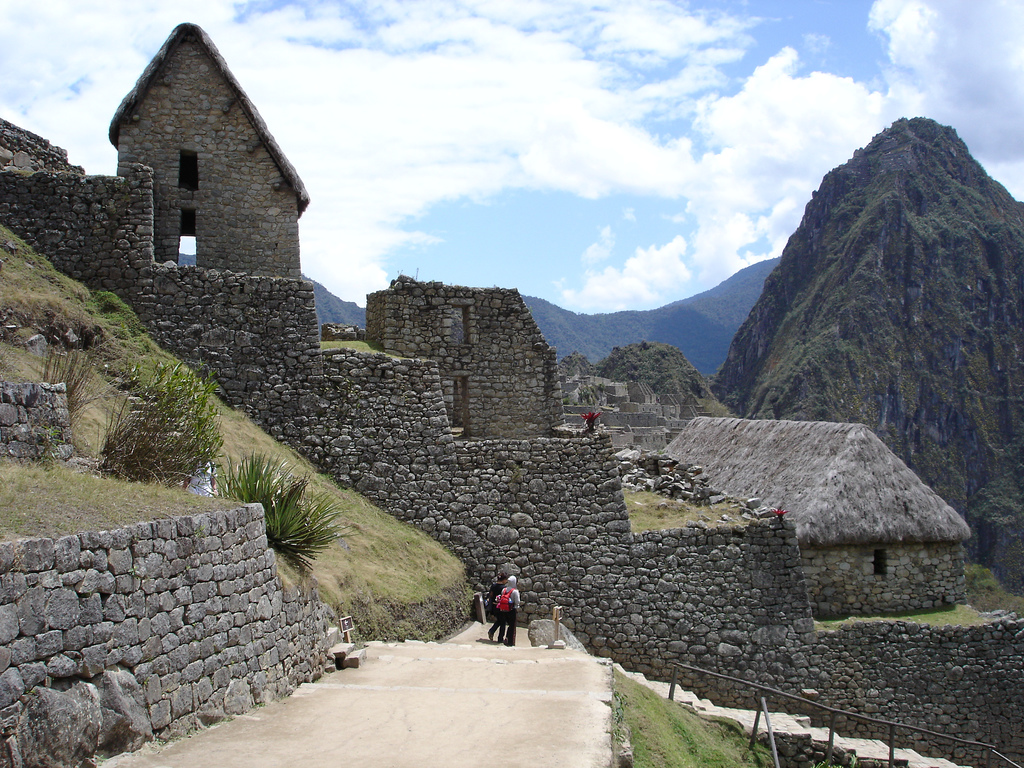
Le fortificazioni della città

Nel 1913 la rivista National Geographic dedicò l'intero numero di aprile a Machu Picchu.
Una delle opere più conosciute del poeta cileno Pablo Neruda, Le altezze di Macchu Picchu, è ispirata alla città.
Il 7 luglio 2007 la città è stata proclamata "una delle Sette meraviglie del mondo moderno" nel corso di un molto discusso concorso tenutosi a Lisbona, in Portogallo, per iniziativa del cineasta svizzero-canadese Bernard Weber. Con il concorso ha polemizzato, tra gli altri, la stessa UNESCO, che ha definito l'iniziativa una "trovata pubblicitaria" e le ha negato ogni validità culturale. Inoltre nel 2009 raggiunge il record di 2 milioni di visitatori
Machu Picchu è stata una delle tappe dove si è svolta la serie televisiva canadese A tutto reality - Il tour.

## Vista panoramica

Vista panoramica di Machu Picchu

Vista panoramica di Machu Picchu da Huayna Picchu

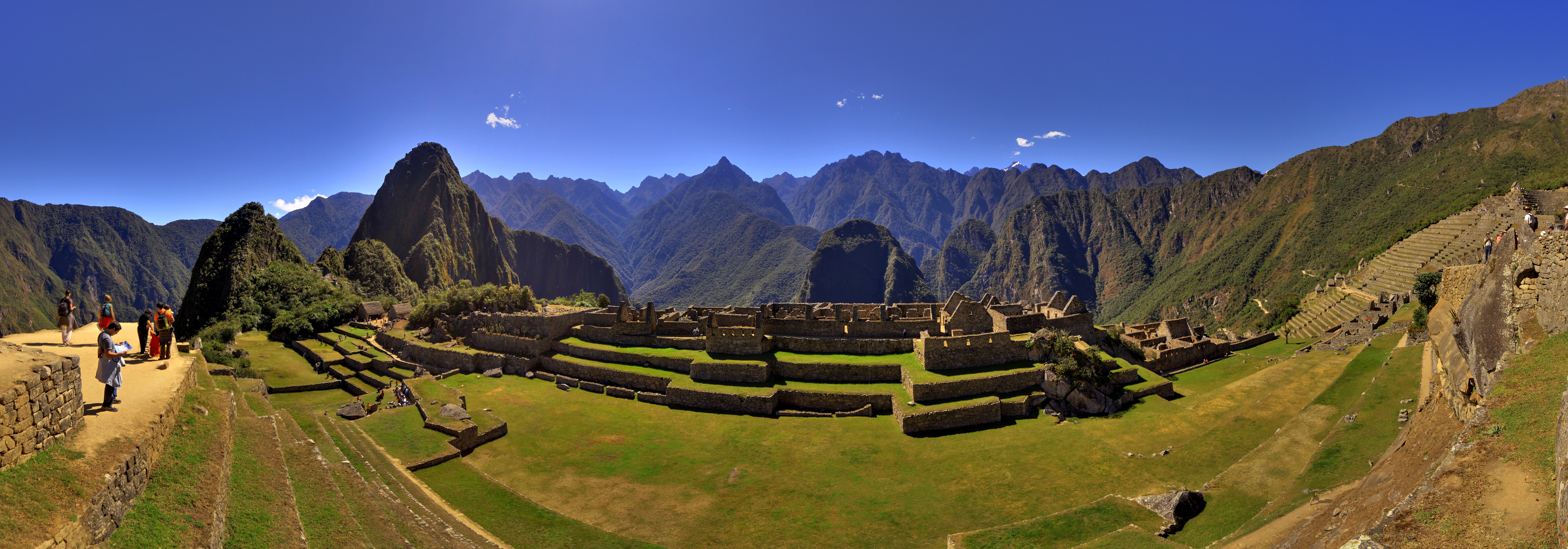
Vista panoramica di Machu Picchu